# Valåsen
För andra betydelser, se Valåsen (olika betydelser).
Valåsen bildar sedan 2015 den sammanhängande tätorten Valåsen och Labbsand i Karlskoga kommun. Den ligger nära Immetorp samt söder om E18 som leder mot Örebro i östlig riktning.
Historiskt sett har Valåsen varit ett hemman i östra Karlskoga, beläget intill sjön Möckeln. Området kännetecknas nästan uteslutande av villabebyggelse som sträcker sig längs den östra stranden av sjön Möckeln. Den historiska bebyggelsen präglas av ett förindustriellt järnbruk, där arbetarbostäder, en herrgård och andra byggnader har uppförts.

## Geografi
Valåsen ligger nära Valån, öster om sjön vid de branter som sträcker sig längs Möckelnstranden, och gränsar i öst till bergskammen Kilsbergen och naturreservatet Angsjön.
Tidigare definierades Valåsen som en del av tätorten Karlskoga enligt Statistiska centralbyrån (från år 2015). Dock klassificeras det nu som en egen tätort, tillsammans med området Labbsand som ligger strax söder om Valåsen. Även om Valåsen, liksom resten av Karlskoga, tillhör landskapet Värmland, har området historiskt sett tillhört landskapet Närke då landskapsgränsen gick genom Timsälven.[när?]

## Historik

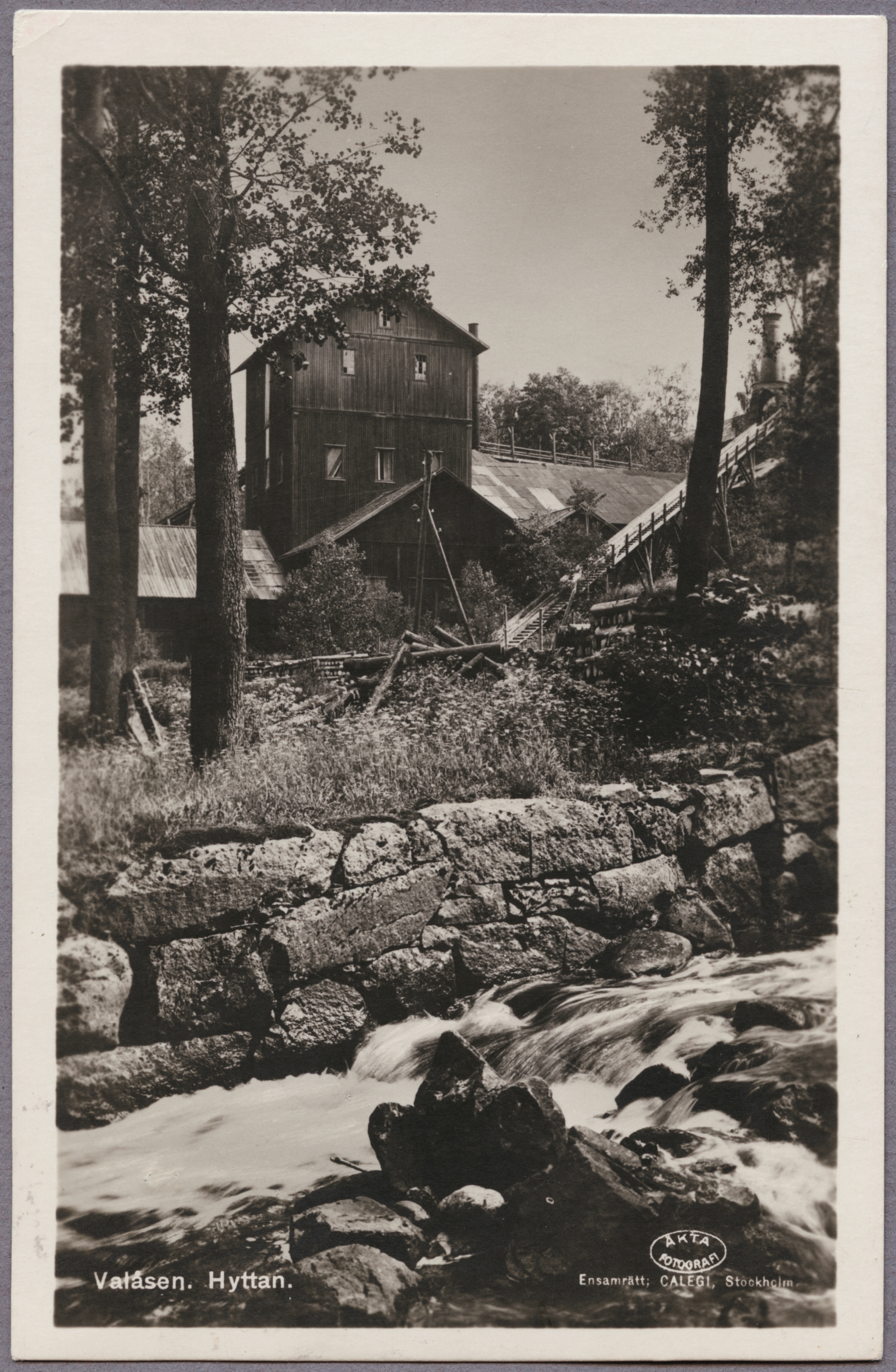
Valåsens hytta

Valåsen omnämns 1584 som ett nybygge som etablerades av Björn Jonsson. Efter Jonssons bortgång övertogs Valåsen av hans son Sven Björnsson. Området har beskrivits som "Möckelnområdets industriella centrum" på grund av det långvariga bruket som är äldre än andra mer betydelsefulla bruk och industrier i området såsom Bofors bruk.
Från 1632 till 1918 fanns det ett järnbruk i Valåsen vid den närliggande Valån, med stångjärnshammare och masugn. Borgmästaren Arvid Bengtsson satte upp den första hammaren i Valåsen och senare sålde han egendomarna till industrimannen Gerhard Ysing, som på 1630-talet blev brukspatron på Valåsen.
I Valåsen ligger Valåsen station vid bruket som öppnade 1876 å Vikern–Möckelns Järnväg. Persontrafiken upphörde 1924 men området används för godstrafik.
I området finns bland annat sågverket Moelven, Valåsens herrgård och Karlskoga golfklubb. Adelsätten von Hofsten har haft en betydande inverkan, som från 1779 var ägare till bruket, på Valåsen genom flera generationer av brukande av hammaren. 
Valåsen och den tillhörande herrgården har beskrivits i Selma Lagerlöfs romantrilogi "Löwensköldska ringen".
Barnboksförfattaren Johanna Christina von Hofsten föddes här, och under en period på 1800-talet vistades Anna Whitlock i Valåsen som guvernant för brukspatronens barn.